# 北大西洋条約機構スペイン緊急展開軍団
座標: 北緯39度37分10秒 西経0度28分17秒 / 北緯39.61953446254447度 西経0.4713338613510132度
北大西洋条約機構スペイン緊急展開軍団（きたたいせいようじょうやくきこうスペインきんきゅうてんかいぐんだん、英語: NATO Rapid Deployable Corps - Spain、略称：NRDC-SP、もしくはRapid Deployable Spanish Corps：緊急展開スペイン軍団）は、北大西洋条約機構（NATO）における軍事機構分野の欧州連合軍内に編成されている地上軍高即応部隊司令部と実働体たる緊急展開軍団のこと。2001年はじめ頃に編成開始され、司令部はスペインのバレンシア州バレンシア県ベテラ（es:Bétera）のハイメ1世軍基地に所在している。

## 歴史
1999年半ば、NATOは冷戦時代の旧概念を払拭し新戦略概念を策定した。新戦略概念に基づきNATO軍事機構は改編を開始する。2000年、その過程において全加盟国は通常戦から人道援助まであらゆる任務を遂行可能で常設的な高水準即応部隊の編成準備が開始される。
2001年初頭、地上軍高即応部隊の編成計画が開始される。この日をもって同盟内での組織や訓練などのために要員を割り当てる。同年9月、ハイメ1世軍基地にて司令部の運用が開始され、10月には国家的評価を実施する。2002年5月に初期評価での能力を獲得、同年11月に完全作戦能力を獲得し「HQ NRDC-SP」の名称を得る。
2004年10月11日の勅令2015/2004で地上軍高即応部隊司令部はスペイン陸軍内での編制に加えられ地上部隊司令部と並列する。そしてNATO加盟国軍から司令部要員の受入れを開始する。2005年7月にNATO即応部隊第5期（NRF-5）に指定され、同年10月8日のパキスタン地震の発生でカシミール地方へスペイン軍将兵370人含む約1,000人を被災者救助任務に派遣される。
2008年、ブルンスム統連合軍司令部統裁下でステッドファスト・ジャガー08演習に参加する。一ヵ月後、ベテラにて11月4日から14日までステッドファスト・ジャガー08演習の枠内でドイツのグラウヘンヴェーア多国籍共同シミュレーション・センター統裁下におかれる。同様に、ナポリ統連合軍司令部統裁下でNATO即応部隊第12期（NRF-12）の為に陸海空部隊の能力を確認する。同年12月に新概念を作成し、これに基づく部隊を新編した。国際的任務分担に応じられるよう、基地の司令部機能でのNATO加盟国軍からの司令部要員の受け入れ態勢を強化した。

## 組織
スペイン緊急展開軍団は通常、スペイン陸軍の常時指揮下にあり、必要に応じていくつかの旅団および支援部隊が軍団長の下におかれる。上級指令機関はナポリ統連合軍司令部、リスボン統連合軍司令部およびブルンスム統連合軍司令部のいずれかが就く。
スペイン緊急展開軍団の主導国は文字通りスペインで、軍団長には代々スペイン陸軍中将が充てられる。司令部については軍団長以下幕僚の大部分がスペイン人で構成されるが、NATO加盟9カ国から司令部要員が派遣されている。スペイン以外の要員はドイツ連邦共和国、アメリカ合衆国、フランス共和国、ギリシャ共和国、オランダ王国、イタリア共和国、ポルトガル共和国、ルーマニアおよびトルコ共和国から派遣されている。派遣国は毎年変わっており、カナダ、フランス共和国、ルーマニアおよびハンガリー共和国からも要員を送り出している。また軍団司令部施設には航空作戦調整センター（AOCC）と海洋作戦調整センター（MOCC）が併設されている。
また、司令部はスペイン陸軍の編制に組み込まれ地上軍高即応部隊司令部（CGTAD）を兼ねている。
司令部と常設部隊
- 国軍参謀部（CGTAD、スペイン陸軍の地上軍高即応部隊司令部。バレンシアに所在）
- 国際参謀部（ベテラに所在）
  - 中枢参謀部（軍団長支援のための支援グループ）
  - 作戦部（計画、指揮支援）
  - 戦闘支援部（火力調整、航空、工兵、民軍協力などを担当）
  - 副支援司令部（軍団司令部機能の前進移動に責任を負う）
  - 戦闘後方支援部（戦闘後方支援）
- 地上軍高即応部隊司令部集成隊（ベテラに所在）
  -   第1情報連隊（バレンシアに所在）
  -   第1憲兵連隊（ベテラに所在）
  -   司令部支援大隊（ベテラに所在）

指定部隊
- 部隊はスペイン軍内から供出される。

## 歴代軍団長
| スペインNATO緊急展開軍団長 |  |                                                                   |      |      |
|                            |  | ホセ・ハビエル・アレーギ・アスタ陸軍中将 José Javier Arregui Asta | 不明 | 不明 |